# 曲尾駅
曲尾駅（まがりおえき）は、長野県小県郡真田町（現・上田市）に存在した上田交通真田傍陽線の駅（廃駅）。

## 概要
真田傍陽線の支線は、神川第二鉄橋を過ぎると長野県道35号線と平行して走り、途中の真田町大字曲尾（開業当時は傍陽村大字曲尾、現在は上田市真田町曲尾）で左に大きくカーブする。その曲尾地区に設置されたのが当駅である。傍陽村に入って最初の駅で集落の脇に位置した。

## 歴史
- 1928年（昭和3年）4月2日：上田温泉電軌北東線の本原 - 傍陽間開通に伴い開業[1]。
- 1939年（昭和14年）8月30日：上田温泉電軌の社名変更および線名改称に伴い、上田電鉄菅平鹿沢線の駅となる。
- 1943年（昭和18年）10月21日：会社合併に伴い、上田丸子電鉄の駅となる。
- 1960年（昭和35年）4月1日：線名改称に伴い、真田傍陽線の駅となる。
- 1969年（昭和44年）6月1日：上田丸子電鉄の社名変更に伴い、上田交通の駅となる。
- 1972年（昭和47年）2月20日：真田傍陽線の廃線に伴い廃止。

## 駅構造
単式ホーム1面1線の無人駅ながら立派な待合室を持ち、ホームは線路の西側（傍陽方面に向かって左側）に位置した。当駅の前後　で線形は逆S字状のカーブになっており、ホームは傍陽方面に向かって左カーブになる途中にあった。

## 廃止後の状況
駅の廃止後は上田交通→上電バス→上田バスのバス停留所となった。
停留所は長野県道35号長野真田線と上田市道（県道35号旧道）との合流点より少し北西にあり、位置的には不変である。

## 隣の駅
上田交通
真田傍陽線（支線）
横尾駅 - 曲尾駅 - 傍陽駅